# Classe Kapitan Pattimura
La classe Kapitan Pattimura est un type de corvettes construites dans l'ex-Allemagne de l'Est et en service dans la marine indonésienne. Elle est constituée par 16 bâtiments de l'ex-classe Parchim de l'ex-Volksmarine (marine de l'ex-Allemagne de l'Est) acquis en 1993 et modernisés, notamment en en changeant les moteurs et la climatisation pour l'adapter au climat tropical de l'Indonésie.

## Liste des navires
- 371	Kapitan Patimura
- 372	Untung Suropati
- 373	Nuku
- 374	Lambung Mangkurat
- 375	Tjut Nya Dhien
- 376	Sultan Thaha Syaifuddin
- 377	Sutanto
- 378	Sutedi Senoputra
- 379	Wiratno
- 380	Memet Sastrawiria
- 381	Tjiptadi
- 382	Hasan Basry
- 383	Iman Bonjol
- 384	Pati Unus
- 385	Teuku Umar
- 386	Silas Papare